# Djannat Abad
Djannat Abad ou Jannat Abad est un quartier du nord-ouest de Téhéran, la capitale de l'Iran. La rue de Jannat Abad part de celle de l'ayatollah Khashani. Il comporte plusieurs ronds-points dont le plus célèbre est celui de Chahar Bagh.